# Maximumsnelheid in Nederland
De maximumsnelheid in Nederland is de rijsnelheid die wettelijk als hoogste snelheid is toegestaan voor een bepaalde wegcategorie of de snelheid die wordt aangegeven met verkeersborden uit de serie A: snelheid. Indien de snelheid niet afwijkt van de voor de wegcategorie gebruikelijke maximumsnelheid geldt de standaardlimiet zoals aangegeven in de Wegenverkeerswet.
Op de BES-eilanden (Bonaire, Sint Eustatius en Saba) is regelgeving omtrent het wegverkeer een bevoegdheid van het openbaar lichaam. Op Bonaire is de maximumsnelheid vastgelegd in de 'Wegenverkeersverordening Bonaire' en op Sint Eustatius en Saba in de 'Wegenverkeersverordening de Bovenwindse Eilanden'.

## Geschiedenis
Op 1 november 1957 werd een maximumsnelheid van 50 km/u ingesteld binnen de bebouwde kom. Een maximumsnelheid van 100 km/u op autowegen en autosnelwegen en van 80 km/u op alle andere wegen buiten de bebouwde kom werd ingevoerd op 6 februari 1974. Daarvoor gold op deze wegen geen maximumsnelheid. De officiële reden was de wens het aantal verkeersslachtoffers terug te dringen; destijds vielen er jaarlijks ongeveer drieduizend verkeersdoden. Officieus speelde ook de oliecrisis van 1973 een belangrijke rol. Overigens werd er vrijwel nooit op snelheid gecontroleerd, waardoor men tot ver in de jaren tachtig, ook in de Randstad, zo hard kon rijden als men wilde.
Op 1 mei 1988 werd de standaardlimiet op autosnelwegen verhoogd naar 120 km/u. Hoewel die snelheid vooral in het begin nog lang niet overal toegestaan was, werd zij langzaam maar zeker de norm. Alleen op trajecten met een hoge verkeersdruk en op plaatsen waar de hogere snelheid veel overlast veroorzaakte, bleven lagere maximumsnelheden gelden. Nieuw was wel, dat de maximumsnelheid streng werd gecontroleerd.

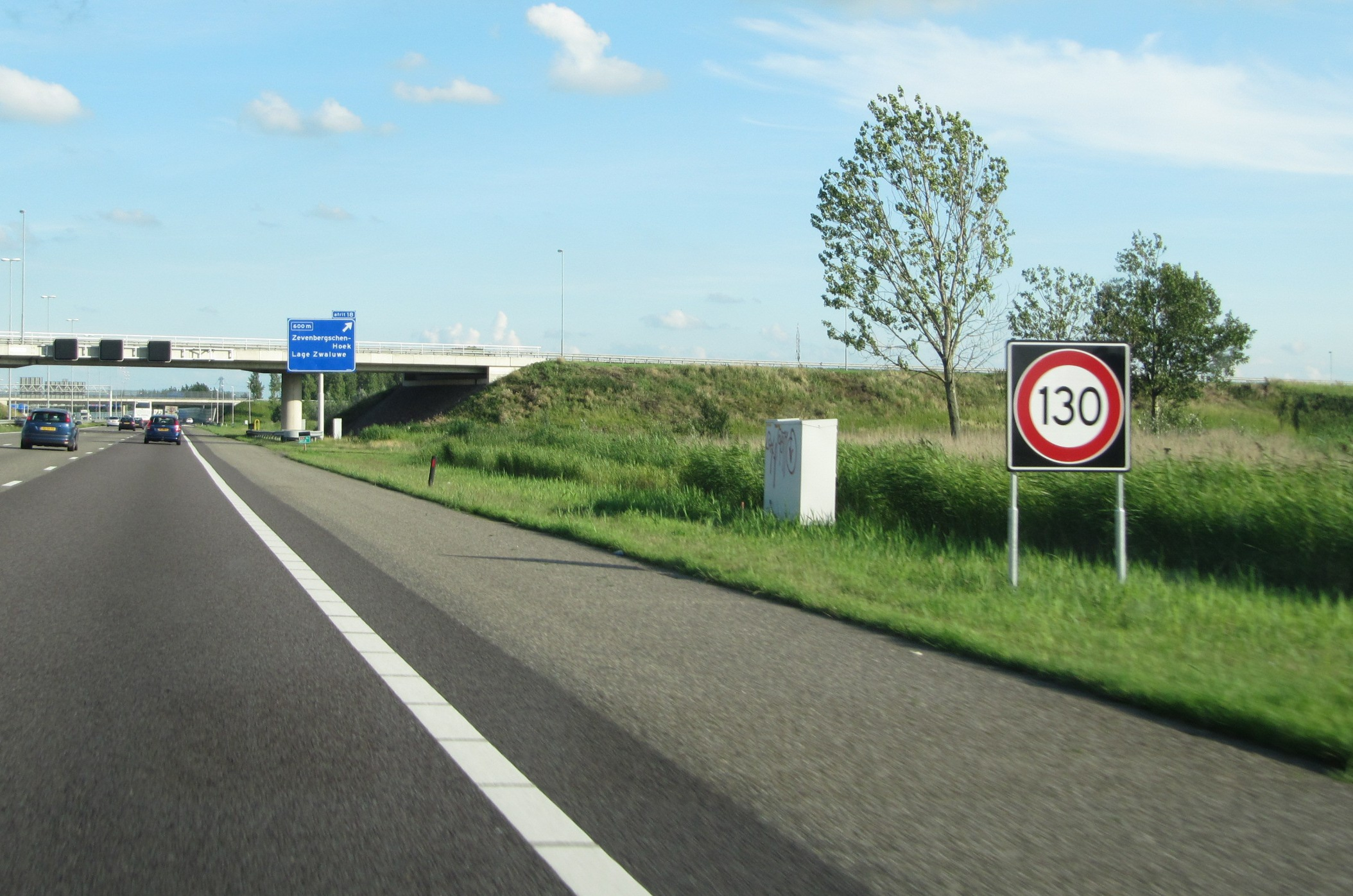
130 km/u-bord langs de A16

Uit het regeerakkoord van VVD en CDA, dat op 30 september 2010 werd gepresenteerd, bleek dat het nieuwe kabinet de standaardsnelheidslimiet op autosnelwegen wilde verhogen naar 130 km/u. Vanaf 1 maart 2011 mocht men bij wijze van proef 130 km/u rijden op een gedeelte van de Afsluitdijk. Op 17 mei werd daar het traject op de A6 tussen Almere Buiten-Oost en het knooppunt Joure aan toegevoegd (uitgezonderd de stukken vlak voor en na de Ketelbrug en het knooppunt Emmeloord en met de beperking dat dit alleen gold tussen 19 en 6 uur). Proeftrajecten op de A2, A7, A16, A17, A32, A37 en A58 werden tussen mei en juli 2011 opgeleverd. Op al deze trajecten werd de (hogere) maximumsnelheid aangegeven met verkeersbord A-1.
Op 1 september 2012 werd de standaardlimiet op Nederlandse snelwegen 130 km/u. Op sommige snelwegen, vooral rondom steden, wordt een lagere maximumsnelheid gehanteerd, die aangegeven wordt met verkeersborden (vaak vergezeld van geheugensteuntjes op hectometerpaaltjes). Met behulp van onderborden kan aangegeven worden dat zo'n afwijkende maximumsnelheid, die meestal varieert tussen 70 en 120 km/u, niet altijd geldt, maar bijvoorbeeld alleen tussen 6 en 19 uur of bij een nat wegdek. Buiten de genoemde tijden of bij een droog wegdek geldt dan weer de standaardlimiet van 130 km/u. Met behulp van matrixborden kan een dynamische snelheidslimiet aangegeven worden. Dit wordt onder meer gebruikt bij wegwerkzaamheden en files.
Tot 1 januari 2012 gold voor snelheden boven 130 km/u de standaard ondergrens voor vervolging (de zogenaamde 'flitsmarge'). Dat wil zeggen een ondergrens van 4 km/u te snel. Omdat gemeten snelheden boven de 100 km/u nog met de wettelijke 3% gecorrigeerd dienen te worden resulteerde dat dan in een geconstateerde snelheid van 9 km/u te snel. Voor snelheden boven 130 km/u is vanaf 1 januari 2012 een uitzondering gemaakt op aandringen van de Tweede Kamer, die vond dat met de flitsmarge de snelheidslimiet meer werd verhoogd dan de bedoeling was. De marge is daarom verlaagd van 4 naar 1 km/u wat, inclusief de wettelijke correctie neerkomt op een ondergrens voor vervolging van 6 km/u (gemeten).
Sinds 16 maart 2020 is de maximumsnelheid op snelwegen overdag (tussen 06.00 en 19.00 uur) 100 km/u, en 's avonds en 's nachts (tussen 19.00 en 06.00 uur) nog steeds 130 km/u. De politieke discussie en besluitvorming hieromheen begon in 2019, naar aanleiding van het klimaatbeleid en de stikstofcrisis. Op 25 september 2019 kwam het rapport Niet alles kan van het Adviescollege Stikstofproblematiek uit; dat gaf onder meer aan dat wegverkeer verantwoordelijk was voor 6,1% van de stikstofneerslag, en wat het verwachte effect was van verschillende verlagingen van de maximumsnelheid. Het verlagen van de maximumsnelheid tot 100 km/u zou de stikstofuitstoot van wegverkeer verminderen tot 86% van de uitstoot bij 130 km/u. Een algemene snelheidslimiet van 100 km/u haalde het niet, want VVD en CDA gingen daar niet mee akkoord, coalitiepartijen D66 en ChristenUnie vonden dit wel een goed idee. Als compromis kondigde het kabinet-Rutte III op 13 november 2019 aan de maximumsnelheid op snelwegen tussen 06.00 uur en 19.00 uur te verlagen naar 100 km/u, met als belangrijkste aanleiding de stikstofcrisis.
Sinds 8 december 2023 geldt in Amsterdam een maximumsnelheid van 30 km/u op 80% van de wegen binnen de bebouwde kom. Deze maatregel, bedoeld om de verkeersveiligheid te verhogen en geluidsoverlast te verminderen, is van toepassing op alle voertuigen op de rijbaan. Uitzonderingen zijn er voor vrijliggende trambanen waar trams, bussen en taxi's 50 km/u mogen blijven rijden. De stad heeft ook maatregelen genomen zoals het aanpassen van stoplichten en wegmarkeringen om de doorstroming te bevorderen en de veiligheid te verhogen.

## Maximumsnelheid per maart 2020
| Maximumsnelheden in Nederland in km/u Deze snelheden gelden tenzij anders aangegeven | Binnen bebouwde kom                     | Buiten bebouwde kom       | Autoweg             | Autosnelweg         |
| ------------------------------------------------------------------------------------ | --------------------------------------- | ------------------------- | ------------------- | ------------------- |
| Personenauto's, bestelwagens en motorfietsen zonder aanhangwagen                     | 50                                      | 80                        | 100                 | 130                 |
| Vrachtwagens en autobussen                                                           | 50                                      | 80                        | 80                  | 80                  |
| Campers afgeleid van een vrachtwagen, zwaarder dan 3500 kg                           | 50                                      | 80                        | 80                  | 80                  |
| T100-bussen                                                                          | 50                                      | 80                        | 100                 | 100                 |
| Personenauto’s en bestelauto’s met aanhangwagen niet zwaarder dan 3500 kg            | 50                                      | 80                        | 90                  | 90                  |
| Motorvoertuigen met aanhangwagen zwaarder dan 3500 kg                                | 50                                      | 80                        | 80                  | 80                  |
| Bromfietsen                                                                          | 45 (op bromfietspaden 30)               | 45 (op bromfietspaden 40) | Niet toegestaan     | Niet toegestaan     |
| Brommobielen                                                                         | 45                                      | 45                        | Niet toegestaan     | Niet toegestaan     |
| Snorfietsen, landbouwvoertuigen en motorrijtuigen met beperkte snelheid              | 25                                      | 25                        | Niet toegestaan     | Niet toegestaan     |
| Gehandicaptenvoertuigen met motor                                                    | 45 (op bromfietspaden 30, op voetpad 6) | 45 (op bromfietspaden 40) | Niet toegestaan     | Niet toegestaan     |
| Fietsen                                                                              | Geen beperking                          | Geen beperking            | Niet toegestaan     | Niet toegestaan     |
| Personenauto's, vrachtwagens, autobussen en motorfietsen op Bonaire                  | 40                                      | 60                        | Niet van toepassing | Niet van toepassing |
| Personenauto's, vrachtwagens, autobussen en motorfietsen op Sint Eustatius           | 30                                      | 50                        | Niet van toepassing | Niet van toepassing |
| Personenauto's, vrachtwagens, autobussen en motorfietsen op Saba                     | 20                                      | 40                        | Niet van toepassing | Niet van toepassing |